# Noriška lakota
Noriška lakota (znanstveno ime Galium noricum) je vrsta kritosemenke iz družine broščevk. Uspeva v vzhodnih Alpah v Avstriji, Sloveniji, na Bavarskem in v severnovzhodni Italiji (Benečija in Furlanija - Julijska krajina). Vrsta je poimenovana po starorimski provinci Norik, ki je obsegala večji del današnje Avstrije in Slovenije.
Noriška lakota je majhna rastlina s sijočimi zelenimi listi in kremno obarvanimi cvetovi.